# Фэлтичени
Фэлтичени (рум. Fălticeni) — город в Румынии, в жудеце Сучава.

## География
Территория города занимает площадь в 28,76 км². Город находится в 25 км от административного центра жудеца, города Сучава.
В административном отношении город включает в себя деревни Шолдэнешти и Царна-Маре.
Фэлтичени получил статус муниципия в 1995 году.

## Население
По данным переписи 2011 года, в городе проживало 24 619 жителей (в том числе румыны — 98,15 %, цыгане — 0,76 %, русские и липоване — 0,75 %, венгры — 0,07 %, немцы — 0,04 %, украинцы — 0,02 %, поляки — 0,01 %).

## История
Первые упоминания о Фэлтичени датируются мартом 1490 года.
Первые упоминания еврейской общины в городе относятся к 1772—1774 годам. Еврейское население составляло 1,500 человек на 1803 год, 5,767 на 1859 (63,5 %), 5,499 на 1899, 4,751 на 1910 и 4,216 на 1930 (36,6 %).
В 1925—1938 и 1940—1950 годах город был центром бывшего жудеца Байя.
Накануне Второй мировой войны в Фэлтичени проживали 4020 евреев, около трети населения. Более тысячи из них были направлены на принудительные работы в Бессарабию, где многие из них погибли. Большая часть выживших иммигрировала в Израиль в послевоенные годы.

## Достопримечательности
- Мемориальный дом-музей писателя Михаила Садовяну
- Школа катехизиса Иона Крянгэ
- Музей вод Михая Бэческу[англ.]
- Художественный музей имени Иона Иримеску
- Галерея выдающихся людей

## Известные уроженцы
- Истрати, Николай Гаврилович (1818—1861) - молдавский писатель, политик и филантроп.
- Баешу, Аурел (1896—1928) — румынский художник.
- Ганэ, Николае (1838–1916) – румынский писатель.
- Казабан, Жюль (1903—1963) — румынский актёр театра и кино, драматург и режиссёр. Народный артист Румынии. Лауреат Государственной премии Румынии.
- Ловинеску, Хория (1917—1983) — румынский драматург, сценарист, театральный деятель. Лауреат Государственной премии Румынии.
- Ловинеску, Эуджен (1881—1943) — румынский критик, философ, писатель.